# Mury obronne w Byczynie
Mury obronne w Byczynie – ciąg murów miejskich wokół Starego Miasta w Byczynie, wzniesionych w połowie XIII wieku.
Mury obronne w Byczynie. Mury wzniesione z cegły w XIII wieku. Mury w formie pierścieni kamiennego muru oraz poprzedzającym go przekopem, nie napełnianym wodą. Dodatkowo po północnej stronie miasta rozciągały się moczary. Długość murów wynosiła około 912 metrów. Obiegały one miasto owalnie, linią zbliżoną do elipsy. W połowie XIV wieku mury zostały podwyższone partią ceglaną. Ich przeciętna wysokość od strony zewnętrznej miasta wynosiła wówczas około 5,5 – 7 metrów, a grubość 1,3 – 1,7 metra. 

## Elementy muru
- Wieża Bramna Zachodnia, ul. Okrężna - pochodzi z XV wieku, murowana z kamienia łamanego do pierwotnej wysokości murów, w wyższych partiach ceglana, założona na planie kwadratu, w przyziemiu widoczny jest ostrołukowy przejazd przebity w końcu XIX wieku, a ponad nim wąskie okienka strzelnicze.
- Wieża Bramna Wschodnia, ul. Zamoyskiego - zbudowana w XV wieku, ponoć to pod tą bramą skapitulował arcyksiążę austriacki Maksymilian Habsburg, po przegranej bitwie pod Byczyną z wojskami Jana Zamoyskiego
- Baszta Piaskowa, Południowa, ul. Floriańska - powstała w XVI wieku w południowej części miasta, nieco później niż reszta murów, dla wzmocnienia ich obronności, baszta posiada liczne okienka strzelnicze
- Fosa, ul. Błonie - pierwotnie fosa miejska otaczała cała miasto wzdłuż linii obwarowań, zachowany do dziś fragment fosy łączy się z parkiem miejskim w północnej części Byczyny, obecny kształt fosy pochodzi z 1940 roku, od wielu lat w fosie hodowane są pstrągi[2]